# دار الذراع (رصد)

تعديل مصدري - تعديل

دار الذراع هي إحدى قرى عزلة القارة بمديرية رصد التابعة لمحافظة أبين، بلغ تعداد سكانها 92 نسمة حسب تعداد اليمن لعام 2004.